# Camptoptera reticulata
Camptoptera reticulata är en stekelart som beskrevs av Dmitriy Alekseevich Ogloblin 1947. Camptoptera reticulata ingår i släktet Camptoptera och familjen dvärgsteklar. Inga underarter finns listade.